# Deu Manaments Hutu
Els Deu Manaments Hutu (o Deu manaments dels Bahutu) va ser un document publicat a l'edició de desembre de 1990 de "Kangura", una publicació del poder hutu anti-tutsi en kinyarwanda a Kigali, (Ruanda). Els deu manaments hutu són sovint citats com a exemple primordial de propaganda anti-tutsi que va ser promogut per extremistes a Ruanda després de la invasió de 1990 del Front Patriòtic Ruandès i abans del genocidi de Ruanda de 1994. L'editor en cap de Kangura, Hassan Ngeze, fou jutjat per genocidi i crims contra la humanitat en 2003 pel Tribunal Penal Internacional per a Ruanda i va ser condemnat a 35 anys de presó.

## Text
Els deu manaments hutu

1. Tot hutu ha de saber que una dona tutsi, sigui qui sigui, treballa per l'interès del seu grup ètnic tutsi. Com a resultat, hem de considerar un traïdor a qualsevol Hutu que
- es casi amb una dona tutsi
- sigui amic d'una dona tutsi
- doni feina a una dona tutsi com a secretària o concubina.

2. Tot hutu ha de saber que les nostres filles hutus són més aptes i conscients en el seu paper com a dona, esposa i mare de la família. No són boniques, bones secretàries i més honestes? 

3. Dones hutus, vigileu i intenteu fer entrar en raó els vostres marits, germans i fills.

4. Tots els hutu han de saber que tots els tutsis són deshonestos en els negocis. El seu únic objectiu és la supremacia del seu grup ètnic. Com a resultat, qualsevol hutu que faci el següent serà un traïdor:
- associar-se amb tutsis en els negocis
- invertir els seus diners o els diners del govern en una empresa tutsi
- prestar o manllevar d'un tutsi
- afavorir els tutsis en els negocis (obtenció de llicències d'importació, préstecs bancaris, llocs de construcció, mercats públics, etc.).

5. Totes les posicions estratègiques, polítiques, administratives, econòmiques, militars i de seguretat s'han de confiar a hutus. 

6. El sector educatiu (escolars, estudiants, professors) ha de ser majoritàriament hutu. 

7. Les Forces Armades de Ruanda han de ser exclusivament hutu. L'experiència de la guerra d'octubre de 1990 ens ha ensenyat una lliçó. Cap membre dels militars es casarà amb una tutsi.

8. Els hutus han de deixar de tenir pietat dels tutsis. 

9. El hutu, on siguin, ha de tenir unitat i solidaritat i preocupar-se per la sort dels seus germans hutus.
- El hutu dins i fora de Ruanda ha de buscar constantment els amics i aliats per a la causa hutu, començant pels seus germans hutus.
- Han de contrarestar contínuament la propaganda tutsi.
- Els hutu han de ser ferms i vigilants contra el seu enemic tutsi comú.

10. La revolució social de 1959, el  referèndum de 1961 i la ideologia hutu, ha de ser ensenyat a tots els hutus a tots els nivells. Tots els hutus han de difondre àmpliament aquesta ideologia. Qualsevol hutu que persegueix al seu germà hutu per haver llegit, difós, i ensenyat aquesta ideologia és una traïdor.